# Seo Hyo-rim
Seo Hyo-rim (ur. 6 stycznia 1985) – aktorka z  Korei Południowej

## Filmografia

### Role telewizyjne
| Rok  | Tytuł                           | Rola          | Stacja                     |
| ---- | ------------------------------- | ------------- | -------------------------- |
| 2007 | When Spring Comes               | Hong-yi       | KBS2                       |
| 2007 | In-soon Is Pretty               | Kim Jung-ah   | KBS2                       |
| 2008 | Here He Comes                   | Jung Hyo-rim  | MBC                        |
| 2008 | The World That They Live In     | Jang Hae-jin  | KBS2                       |
| 2009 | Good Job, Good Job              | Ha Eun-bi     | MBC                        |
| 2009 | Seti                            | Lee Mi-joo    | Daum Communications - Daum |
| 2010 | A Good Day for the Wind to Blow | Jang Man-se   | KBS1                       |
| 2010 | Sungkyunkwan Scandal            | Ha Hyo-eun    | KBS2                       |
| 2011 | Scent of a Woman                | Im Se-kyung   | SBS                        |
| 2011 | Me Too, Flower!                 | Kim Dal       | MBC                        |
| 2013 | That Winter, the Wind Blows     | Jin So-ra     | SBS                        |
| 2013 | Słońce Pana                     | Park Seo-hyun | SBS                        |
| 2014 | Kkeuteomneun sarang             | Cheon Hye-jin | SBS                        |
| 2016 | Beautiful Gong Shim             | Gong Mi       | SBS                        |

### Role filmowe
| Rok  | Tytuł                 | Rola            |
| ---- | --------------------- | --------------- |
| 2009 | Closer to Heaven      | Dziennikarka    |
| 2010 | Enemy at the Dead End | Pielęgniarka Ha |

### Programy rozrywkowe
| Rok       | Tytuł                                               | Stacja telewizyjna | Uwagi             |
| --------- | --------------------------------------------------- | ------------------ | ----------------- |
| 2009      | Big Star X-Files                                    | KBS2               | Prowadząca        |
| 2009-2010 | Music Bank                                          | KBS2               | Prowadząca        |
| 2010      | Happy Together                                      | KBS2               | Gość, odcinek 137 |
| 2010      | Win Win                                             | KBS2               | Gość, odcinek 27  |
| 2010      | 100 Points Out of 100                               | KBS2               | Gość, odcinek 1   |
| 2015      | Law of the Jungle: Hidden Kingdom Special in Brunei | SBS                | Członek jury      |

### Teledyski muzyczne
| Rok  | Tytuł piosenki        | Artysta       |
| ---- | --------------------- | ------------- |
| 2007 | "Perfectly! My Lover" | Suh Young-eun |
| 2008 | "Woman"               | Ilac          |
| 2009 | "Bad Woman"           | F.T. Island   |
| 2010 | "Y"                   | MBLAQ         |